# جون تريسي (مخرج)
جون تريسي (بالإنجليزية: John Tracy)‏ هو مخرج أمريكي، ولد في 1950.

## وصلات خارجية
- جون تريسي على موقع IMDb (الإنجليزية)
- جون تريسي على موقع قاعدة بيانات الفيلم (الإنجليزية)